# 고구로촌
고구로촌(小黒村)은 니가타현 히가시쿠비키군에 있던 촌이다.

## 역사
- 1901년 11월 1일 - 히가시쿠비키군 고구로촌이 성립하였다.
- 1955년 3월 31일 - 야스즈카촌 구역의 일부, 히시자토과 합병해 야스즈카촌이 신설되어 소멸하였다.

## 참고문헌
- 『市町村名変遷辞典』東京堂出版、1990年。